# Linje 10 (Göteborgs spårvägar)
Linje 10 är en spårvagnslinje i Göteborg som går mellan Guldheden och Biskopsgården.
Från och med tidtabellsskiftet den 21 augusti 2023 kortades spårvagnslinje 10 genom att den vände vid Eketrägatan i riktning mot Biskopsgården. Orsaken var brist på förare. Linjen återupptog ordinarie linjesträckning från och med den 12 februari 2024, men med reducerat antal turer till följd av fortsatt förarbrist.

## Linjehistorik[3]
Linje 10 har funnit under tre olika tidsperioder.
1907 - 1952 gick linje 10 med blåvita skyltar och startade mellan Bangatan och Gårda som en förstärkningslinje för linje 3 men linjen förändrades flera gånger under perioden. De större förändringarna listas nedan.
- 1937 - Förlängd från Bangatan till Ekedalsgatan.
- 1939 - Förlängdes i båda ändar så linjen gick Högsbogatan - Redbergsplatsen
- 1940 - Östra ändhållplatsen flyttas från Redbergslid till Hisingen, Hjalmar Brantingsplatsen.
- 1942, 1945 - Förlängd i etapper ut till Volvo Lundby (Gropegårdsgatan)
- 1946 - Avkortad i Hisingsänden till att  vända vid Centralstationen.

1972 - 1984 gick linje 10 som en kvällslinje som ersatte linje 4 och 9 mellan Mölndal och Saltholmen med blågula skyltar.
2002 infördes dagens linje 10 med den ljusgröna linjeskylten. Första året gick den Guldheden - Angered för att 2003 ändras till Guldheden - Hisingen först med ändstation vid Eketrägatan och från 2005 Biskopsgården.

## Framtid
När spårvagnsspåren till Lindholmen öppnas 14 december 2025 så får linje 10 sträckningen Guldheden till Lindholmen. Linje 10 kommer köra vanlig väg mellan Guldheden och Lilla Bommen, men får sedan en ny stäckning mellan Lilla Bommen och Lindholmen. Sträckan Brunnsparken till Biskopsgården kommer att ersättas av linje 2 via Nordstan.